# Phantom Blue
Phantom Blue fue una banda de hard rock/heavy metal de Hollywood, California, Estados Unidos, que se formó en 1987, y estaba compuesta solo por mujeres, siguiendo la línea de bandas como Vixen o Girlschool. Después de un prometedor comienzo, los constantes cambios en la alineación llevaron a la banda a la separación en 2001.

## Carrera
Inicialmente grabaron una demo que ganó un contrato con la disquera Shrapnel Records, grabando el álbum homónimo en 1989, logrando interés especialmente con el sencillo "Why Call it Love". Sin embargo, debido a problemas con la mencionada disquera, su segunda producción, Built to Perform, no vería la luz hasta 1993. Finalmente Geffen Records se encargó de la producción del disco.
Seguidamente realizaron una gira europea en 1994 como promoción del disco. Desafortunadamente se empezaron a presentar seguidos cambios en la alineación y problemas con la disquera, por lo que Caught Live no fue publicado hasta 1997. A finales de la década, la vocalista Gigi Hangach se había retirado, dejando a la baterista Linda McDonald como la única miembro fundadora en permanecer con la agrupación. En 2000 lanzaron Full Blown, lo que sería su última grabación.
El 26 de mayo de 2009, Linda McDonald, Gigi Hangach y Kim Nielsen se reunieron como Phantom Blue para el concierto en memoria de Michelle Meldrum en el Whisky a Go Go en Hollywood. La posición de Meldrum fue ocupada por Tina Wood de la alineación de 1997, mientras que Sara Marsh y Courtney Cox de las Iron Maidens reemplazaron a Nicole Couch.

## Discografía
- Phantom Blue (1989)
- Built to Perform (1993)
- Prime Cuts & Glazed Donuts (1995)
- Caught Live (1997)
- Full Blown (2000)

## Miembros

### Alineación original
- Gigi Hangach - Voz
- Michelle Meldrum - Guitarra
- Nicole Couch - Guitarra
- Debra Armstrong - Bajo
- Linda McDonald - Batería

### Alineación de 1988-1993
- Gigi Hangach - Voz
- Michelle Meldrum - Guitarra
- Nicole Couch - Guitarra
- Kim Nielsen - Bajo
- Linda McDonald - Batería

### Alineación de 1993-1994
- Gigi Hangach - Voz
- Michelle Meldrum - Guitarra
- Karen Kreutzer - Guitarra
- Kim Nielsen - Bajo
- Linda McDonald - Batería

### Alineación de 1997
- Gigi Hangach - Voz
- Tina Wood - Guitarra
- Dyna Shirasaki - Guitarra
- Josephine Soegijanty - Guitarra
- Linda McDonald - Batería

### Alineación final
- Sara Marsh - Guitarra
- Jeannine St. Clair - Voz
- Josephine - Guitarra
- Linda McDonald - Batería
- Amy Tung - Bajo

### Alineación en la reunión
- Gigi Hangach - Voz
- Tina Wood - Guitarra
- Sara Marsh - Guitarra
- Courtney Cox - Guitarra
- Kim Nielsen - Bajo
- Linda McDonald - Batería